# فهرست بخش‌های استان چهارمحال و بختیاری
استان چهارمحال و بختیاری یکی از استان‌های مرکزی کشور به مرکزیت، شهرکرد است. فهرست بخش‌های مرکزی و تابعه این استان به ترتیب جمعیت در زیر آمده است.

## فهرست بخش‌های مرکزی
فهرست ۱۲ بخش مرکزی شهرستان‌های استان چهارمحال و بختیاری:
| ردیف | بخش   | شهرستان  | جمعیت سال ۱۳۹۵ |
| ---- | ----- | -------- | -------------- |
| ۱    | مرکزی | شهرکرد   | ۲۴۶٬۰۶۴ نفر    |
| ۲    | مرکزی | لردگان   | ۸۸٬۱۷۰ نفر     |
| ۳    | مرکزی | بروجن    | ۸۶٬۹۱۵ نفر     |
| ۴    | مرکزی | فارسان   | ۴۱٬۴۹۳ نفر     |
| ۵    | مرکزی | خانمیرزا | ۳۶٬۳۶۰ نفر     |
| ۶    | مرکزی | اردل     | ۳۵٬۱۷۹ نفر     |
| ۷    | مرکزی | فرخ‌شهر   | ۳۲٬۷۱۸ نفر     |
| ۸    | مرکزی | کیار     | ۲۷٬۳۱۶ نفر     |
| ۹    | مرکزی | سامان    | ۲۴٬۴۴۹ نفر     |
| ۱۰   | مرکزی | فلارد    | ۲۳٬۹۴۲ نفر     |
| ۱۱   | مرکزی | بن       | ۲۳٬۶۲۶ نفر     |
| ۱۲   | مرکزی | کوهرنگ   | ۲۰٬۲۲۲ نفر     |

## فهرست بخش‌های تابعه
فهرست ۱۷ بخش تابعه شهرستان‌های استان چهارمحال و بختیاری:
| ردیف | بخش          | شهرستان  | جمعیت سال ۱۳۹۵ |
| ---- | ------------ | -------- | -------------- |
| ۱    | جونقان       | فارسان   | ۳۴٬۸۷۶ نفر     |
| ۲    | لاران        | شهرکرد   | ۳۲٬۸۶۳ نفر     |
| ۳    | بلداجی       | بروجن    | ۱۹٬۷۶۵ نفر     |
| ۴    | باباحیدر     | فارسان   | ۱۸٬۹۱۷ نفر     |
| ۵    | منج          | لردگان   | ۱۷٬۹۹۸ نفر     |
| ۶    | ارمند        | خانمیرزا | ۱۷٬۳۶۸ نفر     |
| ۷    | رودشت        | لردگان   | ۱۶٬۷۶۲ نفر     |
| ۸    | ناغان        | کیار     | ۱۵٬۹۵۷ نفر     |
| ۹    | گندمان       | بروجن    | ۱۵٬۸۰۳ نفر     |
| ۱۰   | بازفت        | کوهرنگ   | ۱۴٬۷۴۲ نفر     |
| ۱۱   | میانکوه      | اردل     | ۱۳٬۶۹۷ نفر     |
| ۱۲   | زاینده‌رود    | سامان    | ۱۰٬۱۶۷ نفر     |
| ۱۳   | امامزاده حسن | فلارد    | ۹٬۰۸۱ نفر      |
| ۱۴   | کیار شرقی    | کیار     | ۷٬۶۹۹ نفر      |
| ۱۵   | دوآب صمصامی  | کوهرنگ   | ۵٬۹۳۰ نفر      |
| ۱۶   | شیدا         | بن       | ۴٬۷۰۲ نفر      |
| ۱۷   | دستگرد       | فرخ‌شهر   | ۴٬۳۵۰ نفر      |